# Khaleda Zia
Khaleda Zia (født 15. august 1945 i Dinajpur) er tidligere premierminister i Bangladesh. Hun var, som den første kvinde i landets historie, premierminister fra 1991 til 1996, og derefter igen fra 2001 til 2006. Hun er enke efter den tidligere præsident i Bangladesh Ziaur Rahman, som blev dræbt i et attentat. Hun leder også hans gamle parti, Nationalistpartiet i Bangladesh.
1. ↑  Navnet er anført på bokmål og stammer fra Wikidata hvor navnet endnu ikke findes på dansk.
2. ↑  Navnet er anført på svensk og stammer fra Wikidata hvor navnet endnu ikke findes på dansk.